# Lac du Diable
Lac du Diable är en sjö i Kanada.   Den ligger i regionen Lanaudière och provinsen Québec, i den sydöstra delen av landet, 170 km nordost om huvudstaden Ottawa. Lac du Diable ligger 467 meter över havet. Arean är 3,2 kvadratkilometer. Den ligger vid sjön Lac en Croix. Den sträcker sig 3,6 kilometer i nord-sydlig riktning, och 2,0 kilometer i öst-västlig riktning.
I omgivningarna runt Lac du Diable växer i huvudsak blandskog. Trakten runt Lac du Diable är nära nog obefolkad, med mindre än två invånare per kvadratkilometer.